# Nati nel 1903/Dicembre
| Questa pagina contiene informazioni ricavate automaticamente dalle voci biografiche con l'ausilio del template Bio e di un bot. L'aggiornamento è periodico e automatico e ricostruisce completamente la pagina. Se manca una persona in questa lista, sei pregato di non aggiungerla, ma accertati piuttosto che la sua voce biografica contenga il template Bio e che i dati anagrafici siano correttamente compilati. Se il template Bio manca, inseriscilo tu stesso o, in alternativa, metti l'avviso {{tmp\|Bio}} che ne segnala la mancanza. Se i dati riportati sono sbagliati, correggi direttamente la voce biografica; le modifiche saranno visibili in questa lista entro pochi giorni. Per chiarimenti vedi il progetto biografie. La lista contiene solo le 124 persone che sono citate nell'enciclopedia e per le quali è stato implementato correttamente il template Bio. Pagina aggiornata al 26 apr 2025. |

- 1º dicembre - Vincenzo Cilento, storico della filosofia italiano († 1980)
- 1º dicembre - Alfredo Rocchi, calciatore italiano († 1982)
- 1º dicembre - Nikolaj Alekseevič Voznesenskij, politico e economista sovietico († 1950)
- 2 dicembre - Tetsuo Ōba, allenatore di pallacanestro giapponese († 1979)
- 3 dicembre - Javier Barroso, architetto, calciatore e dirigente sportivo spagnolo († 1990)
- 3 dicembre - Sydney Goldstein, matematico britannico († 1989)
- 4 dicembre - Fritz Bräun, lottatore e sollevatore tedesco († 1982)
- 4 dicembre - Frank Merrill, generale statunitense († 1955)
- 4 dicembre - Ottorino Momoli, politico italiano († 1996)
- 4 dicembre - Aaron Siskind, fotografo statunitense († 1991)
- 4 dicembre - Eric Stacey, regista britannico († 1969)
- 4 dicembre - Anna van der Vegt, ginnasta olandese († 1983)
- 4 dicembre - Walter Weiler, calciatore svizzero († 1945)
- 4 dicembre - Cornell Woolrich, scrittore statunitense († 1968)
- 5 dicembre - Tommaso Corsini, politico italiano († 1980)
- 5 dicembre - Arnold Gingrich, critico letterario e giornalista statunitense († 1976)
- 5 dicembre - Johannes Heesters, attore e cantante olandese († 2011)
- 5 dicembre - Cyril V. Jackson, astronomo sudafricano († 1988)
- 5 dicembre - Cecil Frank Powell, fisico britannico († 1969)
- 5 dicembre - Giuseppe Togni, politico italiano († 1981)
- 6 dicembre - Carlo Belli, giornalista, scrittore e critico d'arte italiano († 1991)
- 6 dicembre - Gajto Gazdanov, scrittore russo († 1971)
- 6 dicembre - Sherman Kent, storico statunitense († 1986)
- 6 dicembre - Tony Lazzeri, giocatore di baseball statunitense († 1946)
- 6 dicembre - Kathryn McGuire, ballerina e attrice statunitense († 1978)
- 7 dicembre - Carlo Dalla Zorza, pittore e incisore italiano († 1977)
- 7 dicembre - Kang Ryang-uk, politico e presbitero nordcoreano († 1983)
- 7 dicembre - Aleksandr Il'ič Lejpunskij, fisico e ingegnere sovietico († 1972)
- 7 dicembre - Guido Sola Titetto, partigiano e politico italiano († 1957)
- 8 dicembre - Aristide Bergamaschi, calciatore italiano
- 8 dicembre - Gaetano De Marzo, calciatore italiano
- 8 dicembre - Karl Gyurkowicz, calciatore svizzero († 1961)
- 8 dicembre - Concetto Lo Presti, politico e antifascista italiano († 1973)
- 8 dicembre - Pieter van Senus, nuotatore e pallanuotista olandese († 1968)
- 8 dicembre - Zoltán Székely, violinista ungherese († 2001)
- 9 dicembre - Werner Abegg, dirigente d'azienda, mecenate e collezionista d'arte svizzero († 1984)
- 9 dicembre - Angelo Dell'Acqua, cardinale e arcivescovo cattolico italiano († 1972)
- 10 dicembre - Márton Bukovi, allenatore di calcio e calciatore ungherese († 1985)
- 10 dicembre - George J. Lewis, attore messicano († 1995)
- 10 dicembre - Una Merkel, attrice statunitense († 1986)
- 10 dicembre - Mary Norton, scrittrice inglese († 1992)
- 10 dicembre - William Plomer, scrittore, poeta e librettista sudafricano († 1973)
- 10 dicembre - René Sylviano, compositore francese († 1993)
- 11 dicembre - Fred Albin, ingegnere statunitense († 1968)
- 11 dicembre - Antonio Zoboli, politico italiano († 1975)
- 12 dicembre - Frank Butterworth, attore statunitense († 1975)
- 12 dicembre - Yasujirō Ozu, regista e sceneggiatore giapponese († 1963)
- 13 dicembre - Ella Baker, attivista statunitense († 1986)
- 13 dicembre - Domenico Bovone, antifascista italiano († 1932)
- 13 dicembre - Giorgio Clarotti, economista italiano († 1961)
- 13 dicembre - Norman Foster, regista, attore e sceneggiatore statunitense († 1976)
- 13 dicembre - José López Rubio, regista, sceneggiatore e drammaturgo spagnolo († 1996)
- 13 dicembre - Marie Mejzlíková, velocista e lunghista cecoslovacca († 1994)
- 13 dicembre - Carlos Montoya, chitarrista e compositore spagnolo († 1993)
- 13 dicembre - John Piper, artista britannico († 1992)
- 13 dicembre - Juan Pablo Pérez Alfonzo, diplomatico, politico e avvocato venezuelano († 1979)
- 14 dicembre - Otto Horn, militare tedesco († 1999)
- 14 dicembre - Gunnar Hägg, chimico svedese († 1986)
- 14 dicembre - Walter Rangeley, velocista britannico († 1982)
- 14 dicembre - Vitale Venzi, fondista, saltatore con gli sci e combinatista nordico italiano († 1944)
- 15 dicembre - Julij Jakovlevič Rajzman, regista sovietico († 1994)
- 15 dicembre - Elisabetta Elena di Thurn und Taxis, nobile tedesca († 1976)
- 16 dicembre - Maria Badaloni, politica italiana († 1994)
- 16 dicembre - Guido De Unterrichter, politico italiano († 1979)
- 16 dicembre - Hardie Albright, attore statunitense († 1975)
- 16 dicembre - Roberto Lucifero d'Aprigliano, partigiano, avvocato e politico italiano († 1993)
- 16 dicembre - Misao Tamai, calciatore giapponese († 1978)
- 16 dicembre - Harold Whitlock, marciatore britannico († 1985)
- 16 dicembre - Hans von Campenhausen, teologo tedesco († 1989)
- 17 dicembre - Erskine Caldwell, scrittore e giornalista statunitense († 1987)
- 17 dicembre - Ray Noble, compositore britannico († 1978)
- 17 dicembre - Roland de Vaux, archeologo e traduttore francese († 1971)
- 18 dicembre - Rachel Auerbach, scrittrice, giornalista e storica polacca († 1976)
- 18 dicembre - Aleksandr Dmitrievič Dubjago, astronomo russo († 1959)
- 18 dicembre - Vincenzo Morabito, politico italiano († 1988)
- 19 dicembre - Pauline Curley, attrice statunitense († 2000)
- 19 dicembre - Ettore Fontana, calciatore e allenatore di calcio italiano († 1978)
- 19 dicembre - François Perroux, economista francese († 1987)
- 19 dicembre - Pietro Secchia, politico e antifascista italiano († 1973)
- 19 dicembre - George Snell, biologo statunitense († 1996)
- 20 dicembre - Alfredo Massari, allenatore di calcio e calciatore italiano († 1982)
- 20 dicembre - Adelbert Schulz, generale e poliziotto tedesco († 1944)
- 20 dicembre - Domingo Tarasconi, calciatore argentino († 1991)
- 21 dicembre - Pio Roberto Alice, calciatore italiano († 1974)
- 21 dicembre - Elinor Fair, attrice statunitense († 1957)
- 21 dicembre - Irina Pavlovna Paley, principessa russa († 1990)
- 21 dicembre - Robert E. Cornish, biologo e scrittore statunitense († 1963)
- 21 dicembre - Lucas Cornelius Steyn, politico sudafricano († 1976)
- 21 dicembre - Lawrence Treat, scrittore statunitense († 1998)
- 22 dicembre - Óscar Carvalho, calciatore portoghese
- 22 dicembre - Haldan Keffer Hartline, fisiologo statunitense († 1983)
- 22 dicembre - Rodolfo Ostromann, calciatore italiano († 1960)
- 22 dicembre - Odhise Paskali, scultore albanese († 1985)
- 23 dicembre - Armand Blanchonnet, ciclista su strada francese († 1968)
- 23 dicembre - Bolesław Kominek, cardinale e arcivescovo cattolico polacco († 1974)
- 23 dicembre - Nevio Skull, imprenditore e politico italiano († 1945)
- 24 dicembre - Joseph Cornell, artista statunitense († 1972)
- 24 dicembre - Adolfo Liuzzi, calciatore italiano
- 24 dicembre - Jack Purcell, giocatore di badminton canadese († 1991)
- 25 dicembre - Lelio Basso, avvocato, giornalista e antifascista italiano († 1978)
- 25 dicembre - J. Edward Bromberg, attore ungherese († 1951)
- 25 dicembre - Maria Saccenti, doppiatrice italiana
- 25 dicembre - Paew Snidvongseni, ballerina thailandese († 2000)
- 26 dicembre - Herbert Albert, direttore d'orchestra tedesco († 1973)
- 26 dicembre - Richard Austin, direttore d'orchestra e docente inglese († 1989)
- 26 dicembre - Elisha Cook Jr., attore statunitense († 1995)
- 26 dicembre - Felice Gasperi, calciatore italiano († 1982)
- 26 dicembre - Michele Orecchia, ciclista su strada italiano († 1981)
- 26 dicembre - Heinz Reinefarth, generale e criminale di guerra tedesco († 1979)
- 26 dicembre - Fuzzy Vandivier, cestista statunitense († 1983)
- 27 dicembre - Oreste Gris, partigiano italiano († 1971)
- 27 dicembre - Caecilia Loots, insegnante e partigiana olandese († 1988)
- 27 dicembre - William Aloysius O'Connor, vescovo cattolico statunitense († 1983)
- 27 dicembre - Bogdan Suchodolski, pedagogista e filosofo polacco († 1992)
- 27 dicembre - Hermann Volk, cardinale e vescovo cattolico tedesco († 1988)
- 28 dicembre - Earl Hines, pianista statunitense († 1983)
- 28 dicembre - Michail Konstantinovič Kalatozov, sceneggiatore, regista e direttore della fotografia sovietico († 1973)
- 28 dicembre - John von Neumann, matematico, fisico e informatico ungherese († 1957)
- 29 dicembre - Candido Portinari, pittore brasiliano († 1962)
- 29 dicembre - Gabriele Gilardoni, calciatore svizzero († 1996)
- 30 dicembre - Carlo Guido Mor, storico italiano († 1990)
- 31 dicembre - Fumiko Hayashi, scrittrice e poetessa giapponese († 1951)
- 31 dicembre - Nathan Milstein, violinista russo († 1992)
- 31 dicembre - Sisinnio Mocci, partigiano e antifascista italiano († 1944)